# Lý thuyết ổn định

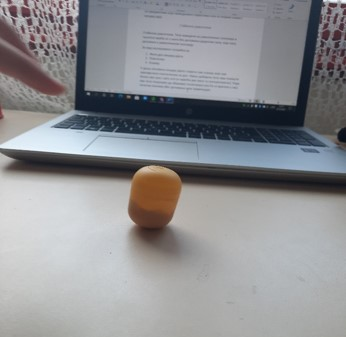
Số dư ổn định.

Trong toán học, lý thuyết ổn định tập trung nghiên cứu về sự ổn định của các lời giải của phương trình vi phân và quỹ đạo của các hệ thống động học dưới các nhiễu loạn nhỏ trong các điều kiện ban đầu. Ví dụ, phương trình nhiệt, là một phương trình vi phân riêng phần ổn định vì các nhiễu loạn nhỏ của dữ liệu ban đầu dẫn đến các biến đổi nhỏ trong nhiệt độ tại một thời điểm sau đó là kết quả của nguyên tắc tối đa. Trong các phương trình vi phân riêng phần, ta có thể đo khoảng cách giữa các hàm bằng cách sử dụng tiêu chuẩn Lp hoặc chuẩn đồng nhất, trong khi trong hình học vi phân, ta có thể đo khoảng cách giữa các không gian sử dụng khoảng cách Gromov-Hausdorff.
Trong các hệ thống động học, một quỹ đạo được gọi là ổn định Lyapunov nếu quỹ đạo phía trước của bất kỳ điểm nào trong một lân cận đủ nhỏ hoặc nó ở trong một lân cận nhỏ (nhưng có lẽ, lớn hơn). Nhiều tiêu chuẩn khác nhau đã được phát triển để chứng minh sự ổn định hay bất ổn định của một quỹ đạo. Dưới các hoàn cảnh thuận lợi, câu hỏi này có thể được giảm đến một bài toán được nghiên cứu cặn kẽ đó là vectơ riêng của ma trận. Một phương pháp tổng quát hơn đó là hàm Lyapunov. Trong thực tế, bất kỳ một trong một số tiêu chuẩn ổn định khác nhau đều được sử dụng.

## Tổng quan trong các hệ thống động học
Nhiều bộ phận của lý thuyết định tính phương trình vi phân và hệ thống động học nghiên cứu về tính tiệm cận các lời giải và quỹ đạo, những gì xảy ra với hệ thống sau một thời gian dài. Loại đơn giản nhất của hành vi được đưa ra bởi các điểm cân bằng, hoặc các điểm cố định, và bởi cácquỹ đạo có chu kỳ. Nếu một quỹ đạo đặc biệt được hiểu rõ, điều tất nhiên là ta sẽ biết được trạng thái tiếp theo cho dù chỉ một thay đổi nhỏ trong các điều kiện ban đầu, vì điều đó sẽ dẫn đến hành vi tương tự. Lý thuyết ổn định sẽ giải quyết các câu hỏi sau đây: một quỹ đạo lân cận liệu sẽ mãi mãi ở gần một quỹ đạo cho trước? Liệu nó sẽ hội tụ với quỹ đạo cho trước hay không? (Quỹ đạo sau có thuộc tính mạnh hơn). Trong trường hợp trước, quỹ đạo được gọi là ổn định; trong trường hợp sau, nó được gọi là ổn định tiệm cận và quỹ đạo cho trước được cho là quỹ đạo thu hút.
Một lời giải cân bằng {\displaystyle f_{e}} cho một hệ thống tự hành của hệ phương trình vi phân thường bậc một được gọi là:
- Ổn định nếu với mọi (nhỏ) {\displaystyle \epsilon >0}, tồn tại một {\displaystyle \delta >0} mà mọi lời giải  {\displaystyle f(t)} có các điều khiển đầu nằm trong khoảng cách {\displaystyle \delta } cụ thể {\displaystyle \|f(t_{0})-f_{e}\|<\delta } của điểm cân bằng duy trì trong khoảng  {\displaystyle \epsilon } cụ thể {\displaystyle \|f(t)-f_{e}\|<\epsilon } đối với mọi  {\displaystyle t\geq t_{0}}.
- Ổn định tiệm cận nếu nó là ổn định và, ngoài ra, tồn tại {\displaystyle \delta _{0}>0} bất cứ khi nào {\displaystyle \delta _{0}>\|f(t_{0})-f_{e}\|} thì{\displaystyle f(t)\rightarrow f_{e}}khi {\displaystyle t\rightarrow \infty }.

Ổn định có nghĩa là các quỹ đạo không thay đổi quá nhiều dưới ảnh hưởng của các nhiễu loạn nhỏ. Tình hình ngược lại, trong đó một quỹ đạo lân cận được bị đẩy ra khỏi quỹ đạo ban đầu, cũng là điều đáng được quan tâm tới. Nói chung, làm xáo trộn tình trạng ban đầu trong một số hướng, dẫn đến quỹ đạo tiếp cận tiệm cận quỹ đạo ban đầu và theo các hướng khác để quỹ đạo thoát khỏi quỹ đạo ban đầu đó. Cũng có thể có các hướng mà hành vi của quỹ đạo chao đảo (bị nhiễu) là phức tạp hơn (không hội tụ cũng không thoát khỏi hoàn toàn), và do đó lý thuyết ổn định không cung cấp đầy đủ thông tin về đặc tính động học của nó.
Một trong những ý tưởng quan trọng trong lý thuyết ổn định là hành vi định tính của một quỹ đạo dưới ảnh hưởng của các nhiễu loạn có thể được phân tích bằng cách sử dụng phép tuyến tính hóa của hệ thống lân cận quỹ đạo đó. Đặc biệt, tại mỗi điểm cân bằng của một hệ thống động học trơn tru với một không gian pha n-chiều, có một ma trận n×n cho trước A có giá trị riêng đặc trưng cho các hành vi của các điểm lân cận (Định lý Hartman-Grobman). Chính xác hơn, nếu tất cả các  riêng là những số thực âm hay số phức với phần thực sự âm thì điểm này là một điểm thu hút ổn định điểm cố định, và các điểm lân cận hội tụ vào nó ở một tốc độ hàm mũ, gọi là ổn định Lyapunov vàổn định theo cấp số nhân. Nếu không có  riêng nào là phần ảo hoàn toàn (hoặc zero) thì hướng thu hút và hướng đẩy lùi có liên quan đến không gian riêng của ma trận A với các  riêng mà có phần thực là âm và tương ứng, là dương. Các phát biểu tương tự được biết đến cho các nhiễu loạn của các quỹ đạo phức tạp hơn.

## Tính ổn định của các điểm cố định
Loại đơn giản nhất của một quỹ đạo là một điểm cố định, hoặc một trạng thái cân bằng. Nếu một hệ thống cơ khí ở trong trạng thái cân bằng ổn định thì lực đẩy nhỏ sẽ dẫn đến một chuyển động địa phương, ví dụ, các dao động nhỏ trong trường hợp của con lắc. Trong một hệ thống giảm xóc, một trạng thái cân bằng ổn định thực ra là ổn định tiệm cận. Mặt khác, đối với một trạng thái cân bằng không ổn định, chẳng hạn như một quả bóng đang nằm trên một đỉnh đồi, một lực đẩy nhỏ nhất định sẽ dẫn đến một chuyển động với biên độ lớn có thể hoặc không thể hội tụ về trạng thái ban đầu.
Có các thử nghiệm hữu ích về độ ổn định trong trường hợp của một hệ thống tuyến tính. Tính ổn định của một hệ thống phi tuyến thường có thể được suy ra từ sự ổn định của hệ thống tuyến tính hóa của nó.

### Ánh xạ
Một cách tổng quát để thiết lập ổn định Lyapunov hoặc ổn định tiệm cận của một hệ thống động học là bằng phương pháp hàm Lyapunov.
{\displaystyle x_{n+1}=f(x_{n}),\quad n=0,1,2,\ldots .}
Điểm cố định a là ổn định nếu giá trị tuyệt đối của đạo hàm của f tại a là hoàn toàn nhỏ hơn 1, và không ổn định nếu nó hoàn toàn lớn hơn 1. Điều này là do gần điểm a, thì hàm f có một xấp xỉ tuyến tính với độ dốc f'(a):
{\displaystyle f(x)\approx f(a)+f'(a)(x-a).}
- Philip Holmes và Eric T. Shea-Brown (ed.). "Stability".Scholarpedia.

{\displaystyle {\frac {x_{n+1}-a}{x_{n}-a}}={\frac {f(x_{n})-a}{x_{n}-a}}\approx {\frac {f'(a)(x_{n}-a)}{x_{n}-a}}=f'(a),}

### Các hệ thống tự hành tuyến tính
Sự ổn định của các điểm cố định của một hệ phương trình vi phân tuyến tính với các hệ số không đổi bậc một có thể được phân tích bằng cách sử dụng các  riêng của ma trận tương ứng.
Một hệ thống tự hành
{\displaystyle x'=Ax,}
trong đó x(t) ∈ Rn và A là một ma trận n×n với các đầu vào thực, có một đáp số là hằng số
{\displaystyle x(t)=0.}
(nói cách khác, gốc 0 ∈ Rn là một điểm cân bằng của hệ thống động học tương ứng.) Giải pháp này là ổn định tiệm cận khi t → ∞ ("trong tương lai") khi và chỉ khi với tất cả các vectơ riêng λ của A, Re(λ) < 0. Tương tự như vậy, nó là ổn định tiệm cận khi t → −∞ ("trong quá khứ") khi và chỉ khi với tất cả các vectơ riêng λ của A, Re(λ) > 0. Nếu tồn tại một vectơ riêng λ của A với Re(λ) > 0 thì lời giải là không ổn định tại t → ∞.
Áp dụng các kết quả này trong thực tế, để quyết định sự ổn định của gốc cho một hệ thống tuyến tính, được hỗ trợ bởi tiêu chuẩn ổn định Routh-Hurwitz. Các vectơ riêng của một ma trận là nghiệm của đa thức đặc trưng của nó. Một đa thức trong một biến với các hệ số thực được gọi là một đa thức Hurwitz nếu các phần thực của tất cả các nghiệm hoàn toàn âm. Định lý Routh-Hurwitz ngụ ý một mô tả đặc điểm của các đa thức Hurwitz bằng một thuật toán mà tránh được việc tính toán các nghiệm.

### Các hệ thống tự hành phi tuyến
Ổn định tiệm cận của các điểm cố định của một hệ thống phi tuyến thường có thể được thiết lập bằng cách sử dụng định lý Hartman-Grobman.
Ổn định có nghĩa là các quỹ đạo không thay đổi quá nhiều dưới ảnh hưởng của các nhiễu loạn nhỏ. Tình hình ngược lại, trong đó một quỹ đạo lân cận được bị đẩy ra khỏi quỹ đạo ban đầu, cũng là điều đáng được quan tâm tới. Nói chung, làm xáo trộn tình trạng ban đầu trong một số hướng, dẫn đến quỹ đạo tiếp cận tiệm cận quỹ đạo ban đầu và theo các hướng khác để quỹ đạo thoát khỏi quỹ đạo ban đầu đó. Cũng có thể có các hướng mà hành vi của quỹ đạo chao đảo (bị nhiễu) là phức tạp hơn (không hội tụ cũng không thoát khỏi hoàn toàn), và do đó lý thuyết ổn định không cung cấp đầy đủ thông tin về đặc tính động học của nó.
Giả sử rằng v là một C1-vector field in Rn which vanishes at a point p, v(p) = 0. Then the corresponding autonomous system
{\displaystyle x'=v(x)}
có một nghiệm là hằng số
{\displaystyle x(t)=p.}
Cho Jp(v) là ma trận Jacobian n×n của trường vectơ v tại điểm p. Nếu tất cả các vectơ riêng của J đều hoàn toàn là phần thực âm thì lời giải là ổn định tiệm cận. Điều kiện này có thể được kiểm tra bằng cách sử dụng tiêu chuẩn Routh-Hurwitz.

## Hàm Lyapunov cho các hệ thống động học tổng quát
Một cách tổng quát để thiết lập ổn định Lyapunov hoặc ổn định tiệm cận của một hệ thống động học là bằng phương pháp hàm Lyapunov.